# 杨时展
杨时展（1913年－1997年），男，1913年11月出生于浙江宁波；中国会计学家、会计思想家、教育家。

## 人生经历
早年在国民政府主计处会计局工作，并兼任各大学教授，中华人民共和国成立后先后在广西大学、中南财经大学（中南财经政法大学之前身）担任教授

## 学术成就
主要学术成就涉及会计控制系统观点、差异分析不连锁观点、受托责任理论、审计建制民主化的思想。他是中国大陆管理会计和管理会计课程的首个研究者和开设者，主导恢复中国大陆审计学教育研究。中国大陆大学会计学系的第一个教学改革方案由他提出，并将中华人民共和国建立以来的会计教学旧体系改为以财务会计、管理会计、审计学、电算化会计为主的新体系